# Garou (zanger)
Garou, geboren als Pierre Garand (Sherbrooke, 26 juni 1972) is een Canadese zanger.
Garou was al jong met muziek bezig. Hij kreeg een gitaar van zijn ouders toen hij 3 was. Later leerde hij ook spelen op trompet, piano en orgel. Na zijn militairediensttijd trok hij met zijn gitaar langs de bars in Sherbrooke. In 1995 startte hij met The Untouchables, een r&b-ensemble. Twee jaar later werd Garou ontdekt door Luc Plamondon, die hem inhuurde om de rol van Quasimodo te spelen in de musical Notre-Dame de Paris.
Garou won Quebecs muziekprijs, de 'Félix Révélation de l'année 1999', voor zijn rol als Quasimodo. Voor zijn uitvoering van het lied "Belle" ontving hij de 'Victoire' award in Frankrijk. Door zijn rol in de musical kwam Garou in aanraking met René Angelil en zijn vrouw Céline Dion, die hem uitnodigden samen te werken met het team dat ook met Céline werkte. Dit leidde tot zijn eerste cd Seul in 2000.
In 2002 won Garou de NRJ Music Award voor Franstalige artiest van het jaar.
Garou zong duetten met onder anderen Céline Dion (Sous le Vent, 2000), Patrick Fiori en Michel Sardou (La rivière de notre enfance, 2004).

## Discografie
- Soul City (2019)
- It's Magic! (2014)
- Au milieu de ma vie (2013)
- Rhythm and Blues (2012)
- Version intégrale (2010)
- Gentleman cambrioleur (2009)
- Piece of my soul (2008)
- Garou (2006)
- Routes (dvd, 2005)
- Reviens (2003)
- Live à Bercy (dvd, 2002)
- Seul... avec vous (2001)
- Seul (2000)